# Budju

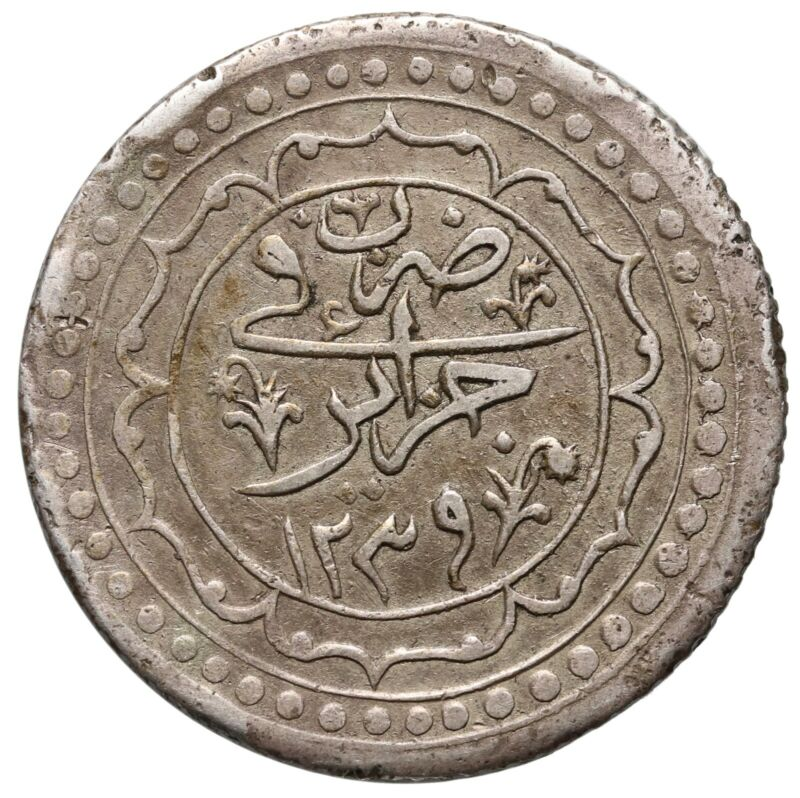
Budju munt van sultan Mahmud II, 1824

De budju (Arabisch: بوجو , geromaniseerd: būjū ) was de munteenheid van Algerije tot 1848. Het was onderverdeeld in 24 muzuna , elk van 2 kharub of 29 asper. Het werd vervangen door de Algerijnse frank toen het land werd bezet door Frankrijk.

## Munten
In het begin van de 19e eeuw werden koperen munten uitgegeven in coupures van 2 en 5 aspers, miljard 1 kharub, zilver 3, 4, 6, 8 en 12 muzuna, 1 en 2 budju en goud ¼, ½ en 1 sultani.